# 하대로
하대로(1986년 2월 21일 ~ )은 대한민국의 배우이다.

## 학력
- 동남보건대학

## 출연작

### 영화
- 《여의도》 (2010년) - 웨이터 역
- 《헬로우 고스트》 (2010년) - 남자 간호사 1 역
- 《베스트셀러》 (2010년) - 어린 중년 1 역

### 드라마
- 《전설의 마녀》 (2014년~2015년, MBC) - CF 관계자 역
- 《투윅스》 (2013년, MBC) - 웨이터 역
- 《커피하우스》 (2010년, SBS) - 금권 역
- 《제중원》 (2010년, SBS) - 의생 역
- 《미세스타운 남편이 죽었다》 (2009년, tvN) - 덩치 역
- 《그대 웃어요》 (2009년, SBS)
- 《미남이시네요》 (2009년, SBS) - 스텝 역
- 《기담전설 2 소름》 (2009년, E채널) - 한재식 역
- 《주홍글씨 시즌 2》 (2009년, E채널) - 한철민 역
- 《혼》 (2009년, MBC) - 살인마 역
- 《찬란한 유산》 (2009년, SBS) - 웨이터 역
- 《사랑은 아무나 하나》 (2009년, SBS) - 공창수 역
- 《떼루아》 (2008년, SBS) - 건달 역
- 《기담전설 1》 (2008년, E채널) - 곽병관 역
- 《바람의 화원》 (2008년, SBS) - 생도 역
- 《조강지처 클럽》 (2008년, SBS) - 분자가게 단골손님 역

### 연극
- 《춤추는 거위》 (2008년)